# Línea 10 (Urbanos de Alcalá de Henares)
La línea 10 de la red de autobuses urbanos de Alcalá de Henares une la Vía Complutense Centro con el barrio de Espartales Norte.

## Características
La línea 10 fue creada en la década de los noventa, debido al crecimiento de la ciudad, con cabecera en la Vía Complutense para dar servicio al Ensanche y al barrio de Espartales.
En febrero de 2019 simplificó su recorrido por el Ensanche y por el barrio de Espartales.
Dispone de expediciones nocturnas que unen la Ronda Fiscal con Espartales.
La línea no mantiene los mismos horarios todo el año, desde el 16 al 31 de julio se reducen el número de expediciones de lunes a viernes laborables (domingos y festivos tienen los mismos horarios todo el año) y se reducen aún más durante el mes de agosto (también solo de lunes a sábados laborables), además de los días excepcionales vísperas de festivo y festivos de Navidad en los que los horarios también cambian y se reducen.
La línea circula exclusivamente por el término municipal de Alcalá de Henares. Como bien se expresa en la numeración interna del CRTM, recibe el número 10005. El primer dígito corresponde a la línea, en este caso la línea 10. Y los últimos tres dígitos corresponden al municipio por el que circula, en este caso 005 corresponde al municipio de Alcalá de Henares.
Está operada por la empresa AlcalaBus (Monbus) mediante la concesión administrativa URCM-005 - Urbano de Alcalá de Henares (Urbanos Comunidad de Madrid) del Consorcio Regional de Transportes de Madrid.

## Horarios

### 1 septiembre - 15 julio
| Lunes a viernes laborables                        |                                           |                                           |                                           |                                           |                                           |                                           |                                           |                                           |                                           |                                           |                                           |                                           |                                           |                                           |                                           |                                           |                                           |                                           |                                           |                                           |                                           |                                           |                                           |                                           |                                           |                                           |                                           |                                           |                                           |                                           |                                           |                                           |                                           |                                           |                                           |                                           |                                           |                                           |                                           |                                           |                                           |                                           |                                           |                                           |                                           |
| Vía Complutense Centro > Espartales Norte         | Vía Complutense Centro > Espartales Norte | Vía Complutense Centro > Espartales Norte | Vía Complutense Centro > Espartales Norte | Vía Complutense Centro > Espartales Norte | Vía Complutense Centro > Espartales Norte | Vía Complutense Centro > Espartales Norte | Vía Complutense Centro > Espartales Norte | Vía Complutense Centro > Espartales Norte | Vía Complutense Centro > Espartales Norte | Vía Complutense Centro > Espartales Norte | Vía Complutense Centro > Espartales Norte | Vía Complutense Centro > Espartales Norte | Vía Complutense Centro > Espartales Norte | Vía Complutense Centro > Espartales Norte | Vía Complutense Centro > Espartales Norte | Vía Complutense Centro > Espartales Norte | Vía Complutense Centro > Espartales Norte | Vía Complutense Centro > Espartales Norte | Vía Complutense Centro > Espartales Norte | Vía Complutense Centro > Espartales Norte | Vía Complutense Centro > Espartales Norte | Vía Complutense Centro > Espartales Norte | Espartales Norte > Vía Complutense Centro | Espartales Norte > Vía Complutense Centro | Espartales Norte > Vía Complutense Centro | Espartales Norte > Vía Complutense Centro | Espartales Norte > Vía Complutense Centro | Espartales Norte > Vía Complutense Centro | Espartales Norte > Vía Complutense Centro | Espartales Norte > Vía Complutense Centro | Espartales Norte > Vía Complutense Centro | Espartales Norte > Vía Complutense Centro | Espartales Norte > Vía Complutense Centro | Espartales Norte > Vía Complutense Centro | Espartales Norte > Vía Complutense Centro | Espartales Norte > Vía Complutense Centro | Espartales Norte > Vía Complutense Centro | Espartales Norte > Vía Complutense Centro | Espartales Norte > Vía Complutense Centro | Espartales Norte > Vía Complutense Centro | Espartales Norte > Vía Complutense Centro | Espartales Norte > Vía Complutense Centro | Espartales Norte > Vía Complutense Centro | Espartales Norte > Vía Complutense Centro | Espartales Norte > Vía Complutense Centro |
| 06                                                | 07                                        | 08                                        | 09                                        | 10                                        | 11                                        | 12                                        | 13                                        | 14                                        | 15                                        | 16                                        | 17                                        | 18                                        | 19                                        | 20                                        | 21                                        | 22                                        | 23                                        | 00                                        |                                           |                                           |                                           |                                           | 06                                        | 07                                        | 08                                        | 09                                        | 10                                        | 11                                        | 12                                        | 13                                        | 14                                        | 15                                        | 16                                        | 17                                        | 18                                        | 19                                        | 20                                        | 21                                        | 22                                        | 23                                        | 00                                        |                                           |                                           |                                           |                                           |
| 10 30 50                                          | 10 30 50                                  | 10 30 50                                  | 10 30 50                                  | 10 30 50                                  | 10 30 50                                  | 10 30 50                                  | 10 30 50                                  | 10 30 50                                  | 10 30 50                                  | 10 30 50                                  | 10 30 50                                  | 10 30 50                                  | 10 30 50                                  | 10 30 50                                  | 10 30 50                                  | 10 30 50                                  | 00 30                                     | 00                                        | 00 20 40                                  | 00 20 40                                  | 00 20 40                                  | 00 20 40                                  | 00 20 40                                  | 00 20 40                                  | 00 20 40                                  | 00 20 40                                  | 00 20 40                                  | 00 20 40                                  | 00 20 40                                  | 00 20 40                                  | 00 20 40                                  | 00 20 40                                  | 00 20 40                                  | 00 20 40                                  | 00 20 40                                  | 00 30                                     | 00                                        |                                           |                                           |                                           |                                           |                                           |                                           |                                           |                                           |
| Noches de viernes, sábados y vísperas de festivos |                                           |                                           |                                           |                                           |                                           |                                           |                                           |                                           |                                           |                                           |                                           |                                           |                                           |                                           |                                           |                                           |                                           |                                           |                                           |                                           |                                           |                                           |                                           |                                           |                                           |                                           |                                           |                                           |                                           |                                           |                                           |                                           |                                           |                                           |                                           |                                           |                                           |                                           |                                           |                                           |                                           |                                           |                                           |                                           |                                           |
| Ronda Fiscal > Espartales Norte                   | Ronda Fiscal > Espartales Norte           | Ronda Fiscal > Espartales Norte           | Ronda Fiscal > Espartales Norte           | Ronda Fiscal > Espartales Norte           | Ronda Fiscal > Espartales Norte           | Ronda Fiscal > Espartales Norte           | Ronda Fiscal > Espartales Norte           | Ronda Fiscal > Espartales Norte           | Ronda Fiscal > Espartales Norte           | Ronda Fiscal > Espartales Norte           | Ronda Fiscal > Espartales Norte           | Ronda Fiscal > Espartales Norte           | Ronda Fiscal > Espartales Norte           | Ronda Fiscal > Espartales Norte           | Ronda Fiscal > Espartales Norte           | Ronda Fiscal > Espartales Norte           | Ronda Fiscal > Espartales Norte           | Ronda Fiscal > Espartales Norte           | Ronda Fiscal > Espartales Norte           | Ronda Fiscal > Espartales Norte           | Ronda Fiscal > Espartales Norte           | Ronda Fiscal > Espartales Norte           | Espartales Norte > Ronda Fiscal           | Espartales Norte > Ronda Fiscal           | Espartales Norte > Ronda Fiscal           | Espartales Norte > Ronda Fiscal           | Espartales Norte > Ronda Fiscal           | Espartales Norte > Ronda Fiscal           | Espartales Norte > Ronda Fiscal           | Espartales Norte > Ronda Fiscal           | Espartales Norte > Ronda Fiscal           | Espartales Norte > Ronda Fiscal           | Espartales Norte > Ronda Fiscal           | Espartales Norte > Ronda Fiscal           | Espartales Norte > Ronda Fiscal           | Espartales Norte > Ronda Fiscal           | Espartales Norte > Ronda Fiscal           | Espartales Norte > Ronda Fiscal           | Espartales Norte > Ronda Fiscal           | Espartales Norte > Ronda Fiscal           | Espartales Norte > Ronda Fiscal           | Espartales Norte > Ronda Fiscal           | Espartales Norte > Ronda Fiscal           | Espartales Norte > Ronda Fiscal           | Espartales Norte > Ronda Fiscal           |
|                                                   |                                           |                                           |                                           |                                           |                                           |                                           |                                           |                                           |                                           |                                           |                                           |                                           |                                           |                                           |                                           |                                           |                                           |                                           | 01                                        | 02                                        | 03                                        | 04                                        |                                           |                                           |                                           |                                           |                                           |                                           |                                           |                                           |                                           |                                           |                                           |                                           |                                           |                                           |                                           |                                           |                                           |                                           | 00                                        | 01                                        | 02                                        | 03                                        | 04                                        |
| 00                                                | 00                                        | 00                                        | 00                                        | 30                                        | 30                                        | 30                                        | 30                                        | 30                                        |                                           |                                           |                                           |                                           |                                           |                                           |                                           |                                           |                                           |                                           |                                           |                                           |                                           |                                           |                                           |                                           |                                           |                                           |                                           |                                           |                                           |                                           |                                           |                                           |                                           |                                           |                                           |                                           |                                           |                                           |                                           |                                           |                                           |                                           |                                           |                                           |                                           |
| Sábados laborables                                |                                           |                                           |                                           |                                           |                                           |                                           |                                           |                                           |                                           |                                           |                                           |                                           |                                           |                                           |                                           |                                           |                                           |                                           |                                           |                                           |                                           |                                           |                                           |                                           |                                           |                                           |                                           |                                           |                                           |                                           |                                           |                                           |                                           |                                           |                                           |                                           |                                           |                                           |                                           |                                           |                                           |                                           |                                           |                                           |                                           |
| Vía Complutense Centro > Espartales Norte         | Vía Complutense Centro > Espartales Norte | Vía Complutense Centro > Espartales Norte | Vía Complutense Centro > Espartales Norte | Vía Complutense Centro > Espartales Norte | Vía Complutense Centro > Espartales Norte | Vía Complutense Centro > Espartales Norte | Vía Complutense Centro > Espartales Norte | Vía Complutense Centro > Espartales Norte | Vía Complutense Centro > Espartales Norte | Vía Complutense Centro > Espartales Norte | Vía Complutense Centro > Espartales Norte | Vía Complutense Centro > Espartales Norte | Vía Complutense Centro > Espartales Norte | Vía Complutense Centro > Espartales Norte | Vía Complutense Centro > Espartales Norte | Vía Complutense Centro > Espartales Norte | Vía Complutense Centro > Espartales Norte | Vía Complutense Centro > Espartales Norte | Vía Complutense Centro > Espartales Norte | Vía Complutense Centro > Espartales Norte | Vía Complutense Centro > Espartales Norte | Vía Complutense Centro > Espartales Norte | Espartales Norte > Vía Complutense Centro | Espartales Norte > Vía Complutense Centro | Espartales Norte > Vía Complutense Centro | Espartales Norte > Vía Complutense Centro | Espartales Norte > Vía Complutense Centro | Espartales Norte > Vía Complutense Centro | Espartales Norte > Vía Complutense Centro | Espartales Norte > Vía Complutense Centro | Espartales Norte > Vía Complutense Centro | Espartales Norte > Vía Complutense Centro | Espartales Norte > Vía Complutense Centro | Espartales Norte > Vía Complutense Centro | Espartales Norte > Vía Complutense Centro | Espartales Norte > Vía Complutense Centro | Espartales Norte > Vía Complutense Centro | Espartales Norte > Vía Complutense Centro | Espartales Norte > Vía Complutense Centro | Espartales Norte > Vía Complutense Centro | Espartales Norte > Vía Complutense Centro | Espartales Norte > Vía Complutense Centro | Espartales Norte > Vía Complutense Centro | Espartales Norte > Vía Complutense Centro | Espartales Norte > Vía Complutense Centro |
| 06                                                | 07                                        | 08                                        | 09                                        | 10                                        | 11                                        | 12                                        | 13                                        | 14                                        | 15                                        | 16                                        | 17                                        | 18                                        | 19                                        | 20                                        | 21                                        | 22                                        | 23                                        | 00                                        |                                           |                                           |                                           |                                           | 06                                        | 07                                        | 08                                        | 09                                        | 10                                        | 11                                        | 12                                        | 13                                        | 14                                        | 15                                        | 16                                        | 17                                        | 18                                        | 19                                        | 20                                        | 21                                        | 22                                        | 23                                        | 00                                        |                                           |                                           |                                           |                                           |
| 30                                                | 00 30                                     | 00 30                                     | 00 30                                     | 00 30                                     | 00 30                                     | 00 30                                     | 00 30                                     | 00 30                                     | 00 30                                     | 00 30                                     | 00 30                                     | 00 30                                     | 00 30                                     | 00 30                                     | 00 30                                     | 00 30                                     | 00 30                                     | 00                                        | 30                                        | 00 30                                     | 00 30                                     | 00 30                                     | 00 30                                     | 00 30                                     | 00 30                                     | 00 30                                     | 00 30                                     | 00 30                                     | 00 30                                     | 00 30                                     | 00 30                                     | 00 30                                     | 00 30                                     | 00 30                                     | 00 30                                     | 00 30                                     | 00                                        |                                           |                                           |                                           |                                           |                                           |                                           |                                           |                                           |
| Domingos y festivos                               |                                           |                                           |                                           |                                           |                                           |                                           |                                           |                                           |                                           |                                           |                                           |                                           |                                           |                                           |                                           |                                           |                                           |                                           |                                           |                                           |                                           |                                           |                                           |                                           |                                           |                                           |                                           |                                           |                                           |                                           |                                           |                                           |                                           |                                           |                                           |                                           |                                           |                                           |                                           |                                           |                                           |                                           |                                           |                                           |                                           |
| Vía Complutense Centro > Espartales Norte         | Vía Complutense Centro > Espartales Norte | Vía Complutense Centro > Espartales Norte | Vía Complutense Centro > Espartales Norte | Vía Complutense Centro > Espartales Norte | Vía Complutense Centro > Espartales Norte | Vía Complutense Centro > Espartales Norte | Vía Complutense Centro > Espartales Norte | Vía Complutense Centro > Espartales Norte | Vía Complutense Centro > Espartales Norte | Vía Complutense Centro > Espartales Norte | Vía Complutense Centro > Espartales Norte | Vía Complutense Centro > Espartales Norte | Vía Complutense Centro > Espartales Norte | Vía Complutense Centro > Espartales Norte | Vía Complutense Centro > Espartales Norte | Vía Complutense Centro > Espartales Norte | Vía Complutense Centro > Espartales Norte | Vía Complutense Centro > Espartales Norte | Vía Complutense Centro > Espartales Norte | Vía Complutense Centro > Espartales Norte | Vía Complutense Centro > Espartales Norte | Vía Complutense Centro > Espartales Norte | Espartales Norte > Vía Complutense Centro | Espartales Norte > Vía Complutense Centro | Espartales Norte > Vía Complutense Centro | Espartales Norte > Vía Complutense Centro | Espartales Norte > Vía Complutense Centro | Espartales Norte > Vía Complutense Centro | Espartales Norte > Vía Complutense Centro | Espartales Norte > Vía Complutense Centro | Espartales Norte > Vía Complutense Centro | Espartales Norte > Vía Complutense Centro | Espartales Norte > Vía Complutense Centro | Espartales Norte > Vía Complutense Centro | Espartales Norte > Vía Complutense Centro | Espartales Norte > Vía Complutense Centro | Espartales Norte > Vía Complutense Centro | Espartales Norte > Vía Complutense Centro | Espartales Norte > Vía Complutense Centro | Espartales Norte > Vía Complutense Centro | Espartales Norte > Vía Complutense Centro | Espartales Norte > Vía Complutense Centro | Espartales Norte > Vía Complutense Centro | Espartales Norte > Vía Complutense Centro | Espartales Norte > Vía Complutense Centro |
| 06                                                | 07                                        | 08                                        | 09                                        | 10                                        | 11                                        | 12                                        | 13                                        | 14                                        | 15                                        | 16                                        | 17                                        | 18                                        | 19                                        | 20                                        | 21                                        | 22                                        | 23                                        |                                           |                                           |                                           |                                           |                                           | 06                                        | 07                                        | 08                                        | 09                                        | 10                                        | 11                                        | 12                                        | 13                                        | 14                                        | 15                                        | 16                                        | 17                                        | 18                                        | 19                                        | 20                                        | 21                                        | 22                                        | 23                                        |                                           |                                           |                                           |                                           |                                           |
|                                                   | 30                                        | 00 30                                     | 00 30                                     | 00 30                                     | 00 30                                     | 00 30                                     | 00 30                                     | 00 30                                     | 00 30                                     | 00 30                                     | 00 30                                     | 00 30                                     | 00 30                                     | 00 30                                     | 00 30                                     | 00 30                                     | 00                                        |                                           | 30                                        | 00 30                                     | 00 30                                     | 00 30                                     | 00 30                                     | 00 30                                     | 00 30                                     | 00 30                                     | 00 30                                     | 00 30                                     | 00 30                                     | 00 30                                     | 00 30                                     | 00 30                                     | 00 30                                     | 00 30                                     | 00                                        |                                           |                                           |                                           |                                           |                                           |                                           |                                           |                                           |                                           |                                           |

### 16 - 31 julio
| Lunes a viernes laborables                        |                                           |                                           |                                           |                                           |                                           |                                           |                                           |                                           |                                           |                                           |                                           |                                           |                                           |                                           |                                           |                                           |                                           |                                           |                                           |                                           |                                           |                                           |                                           |                                           |                                           |                                           |                                           |                                           |                                           |                                           |                                           |                                           |                                           |                                           |                                           |                                           |                                           |                                           |                                           |                                           |                                           |                                           |                                           |                                           |                                           |
| Vía Complutense Centro > Espartales Norte         | Vía Complutense Centro > Espartales Norte | Vía Complutense Centro > Espartales Norte | Vía Complutense Centro > Espartales Norte | Vía Complutense Centro > Espartales Norte | Vía Complutense Centro > Espartales Norte | Vía Complutense Centro > Espartales Norte | Vía Complutense Centro > Espartales Norte | Vía Complutense Centro > Espartales Norte | Vía Complutense Centro > Espartales Norte | Vía Complutense Centro > Espartales Norte | Vía Complutense Centro > Espartales Norte | Vía Complutense Centro > Espartales Norte | Vía Complutense Centro > Espartales Norte | Vía Complutense Centro > Espartales Norte | Vía Complutense Centro > Espartales Norte | Vía Complutense Centro > Espartales Norte | Vía Complutense Centro > Espartales Norte | Vía Complutense Centro > Espartales Norte | Vía Complutense Centro > Espartales Norte | Vía Complutense Centro > Espartales Norte | Vía Complutense Centro > Espartales Norte | Vía Complutense Centro > Espartales Norte | Espartales Norte > Vía Complutense Centro | Espartales Norte > Vía Complutense Centro | Espartales Norte > Vía Complutense Centro | Espartales Norte > Vía Complutense Centro | Espartales Norte > Vía Complutense Centro | Espartales Norte > Vía Complutense Centro | Espartales Norte > Vía Complutense Centro | Espartales Norte > Vía Complutense Centro | Espartales Norte > Vía Complutense Centro | Espartales Norte > Vía Complutense Centro | Espartales Norte > Vía Complutense Centro | Espartales Norte > Vía Complutense Centro | Espartales Norte > Vía Complutense Centro | Espartales Norte > Vía Complutense Centro | Espartales Norte > Vía Complutense Centro | Espartales Norte > Vía Complutense Centro | Espartales Norte > Vía Complutense Centro | Espartales Norte > Vía Complutense Centro | Espartales Norte > Vía Complutense Centro | Espartales Norte > Vía Complutense Centro | Espartales Norte > Vía Complutense Centro | Espartales Norte > Vía Complutense Centro | Espartales Norte > Vía Complutense Centro |
| 06                                                | 07                                        | 08                                        | 09                                        | 10                                        | 11                                        | 12                                        | 13                                        | 14                                        | 15                                        | 16                                        | 17                                        | 18                                        | 19                                        | 20                                        | 21                                        | 22                                        | 23                                        | 00                                        |                                           |                                           |                                           |                                           | 06                                        | 07                                        | 08                                        | 09                                        | 10                                        | 11                                        | 12                                        | 13                                        | 14                                        | 15                                        | 16                                        | 17                                        | 18                                        | 19                                        | 20                                        | 21                                        | 22                                        | 23                                        | 00                                        |                                           |                                           |                                           |                                           |
| 10 30 50                                          | 10 30 50                                  | 10 30 50                                  | 10 30 50                                  | 10 30 50                                  | 10 30 50                                  | 10 30 50                                  | 10 30 50                                  | 10 30 50                                  | 10 30 50                                  | 10 30 50                                  | 10 30 50                                  | 10 30 50                                  | 10 30 50                                  | 10 30 50                                  | 10 30 50                                  | 10 30 50                                  | 00 30                                     | 00                                        | 00 20 40                                  | 00 20 40                                  | 00 20 40                                  | 00 20 40                                  | 00 20 40                                  | 00 20 40                                  | 00 20 40                                  | 00 20 40                                  | 00 20 40                                  | 00 20 40                                  | 00 20 40                                  | 00 20 40                                  | 00 20 40                                  | 00 20 40                                  | 00 20 40                                  | 00 20 40                                  | 00 20 40                                  | 00 30                                     | 00                                        |                                           |                                           |                                           |                                           |                                           |                                           |                                           |                                           |
| Noches de viernes, sábados y vísperas de festivos |                                           |                                           |                                           |                                           |                                           |                                           |                                           |                                           |                                           |                                           |                                           |                                           |                                           |                                           |                                           |                                           |                                           |                                           |                                           |                                           |                                           |                                           |                                           |                                           |                                           |                                           |                                           |                                           |                                           |                                           |                                           |                                           |                                           |                                           |                                           |                                           |                                           |                                           |                                           |                                           |                                           |                                           |                                           |                                           |                                           |
| Ronda Fiscal > Espartales Norte                   | Ronda Fiscal > Espartales Norte           | Ronda Fiscal > Espartales Norte           | Ronda Fiscal > Espartales Norte           | Ronda Fiscal > Espartales Norte           | Ronda Fiscal > Espartales Norte           | Ronda Fiscal > Espartales Norte           | Ronda Fiscal > Espartales Norte           | Ronda Fiscal > Espartales Norte           | Ronda Fiscal > Espartales Norte           | Ronda Fiscal > Espartales Norte           | Ronda Fiscal > Espartales Norte           | Ronda Fiscal > Espartales Norte           | Ronda Fiscal > Espartales Norte           | Ronda Fiscal > Espartales Norte           | Ronda Fiscal > Espartales Norte           | Ronda Fiscal > Espartales Norte           | Ronda Fiscal > Espartales Norte           | Ronda Fiscal > Espartales Norte           | Ronda Fiscal > Espartales Norte           | Ronda Fiscal > Espartales Norte           | Ronda Fiscal > Espartales Norte           | Ronda Fiscal > Espartales Norte           | Espartales Norte > Ronda Fiscal           | Espartales Norte > Ronda Fiscal           | Espartales Norte > Ronda Fiscal           | Espartales Norte > Ronda Fiscal           | Espartales Norte > Ronda Fiscal           | Espartales Norte > Ronda Fiscal           | Espartales Norte > Ronda Fiscal           | Espartales Norte > Ronda Fiscal           | Espartales Norte > Ronda Fiscal           | Espartales Norte > Ronda Fiscal           | Espartales Norte > Ronda Fiscal           | Espartales Norte > Ronda Fiscal           | Espartales Norte > Ronda Fiscal           | Espartales Norte > Ronda Fiscal           | Espartales Norte > Ronda Fiscal           | Espartales Norte > Ronda Fiscal           | Espartales Norte > Ronda Fiscal           | Espartales Norte > Ronda Fiscal           | Espartales Norte > Ronda Fiscal           | Espartales Norte > Ronda Fiscal           | Espartales Norte > Ronda Fiscal           | Espartales Norte > Ronda Fiscal           | Espartales Norte > Ronda Fiscal           |
|                                                   |                                           |                                           |                                           |                                           |                                           |                                           |                                           |                                           |                                           |                                           |                                           |                                           |                                           |                                           |                                           |                                           |                                           |                                           | 01                                        | 02                                        | 03                                        | 04                                        |                                           |                                           |                                           |                                           |                                           |                                           |                                           |                                           |                                           |                                           |                                           |                                           |                                           |                                           |                                           |                                           |                                           |                                           | 00                                        | 01                                        | 02                                        | 03                                        | 04                                        |
| 00                                                | 00                                        | 00                                        | 00                                        | 30                                        | 30                                        | 30                                        | 30                                        | 30                                        |                                           |                                           |                                           |                                           |                                           |                                           |                                           |                                           |                                           |                                           |                                           |                                           |                                           |                                           |                                           |                                           |                                           |                                           |                                           |                                           |                                           |                                           |                                           |                                           |                                           |                                           |                                           |                                           |                                           |                                           |                                           |                                           |                                           |                                           |                                           |                                           |                                           |
| Sábados laborables                                |                                           |                                           |                                           |                                           |                                           |                                           |                                           |                                           |                                           |                                           |                                           |                                           |                                           |                                           |                                           |                                           |                                           |                                           |                                           |                                           |                                           |                                           |                                           |                                           |                                           |                                           |                                           |                                           |                                           |                                           |                                           |                                           |                                           |                                           |                                           |                                           |                                           |                                           |                                           |                                           |                                           |                                           |                                           |                                           |                                           |
| Vía Complutense Centro > Espartales Norte         | Vía Complutense Centro > Espartales Norte | Vía Complutense Centro > Espartales Norte | Vía Complutense Centro > Espartales Norte | Vía Complutense Centro > Espartales Norte | Vía Complutense Centro > Espartales Norte | Vía Complutense Centro > Espartales Norte | Vía Complutense Centro > Espartales Norte | Vía Complutense Centro > Espartales Norte | Vía Complutense Centro > Espartales Norte | Vía Complutense Centro > Espartales Norte | Vía Complutense Centro > Espartales Norte | Vía Complutense Centro > Espartales Norte | Vía Complutense Centro > Espartales Norte | Vía Complutense Centro > Espartales Norte | Vía Complutense Centro > Espartales Norte | Vía Complutense Centro > Espartales Norte | Vía Complutense Centro > Espartales Norte | Vía Complutense Centro > Espartales Norte | Vía Complutense Centro > Espartales Norte | Vía Complutense Centro > Espartales Norte | Vía Complutense Centro > Espartales Norte | Vía Complutense Centro > Espartales Norte | Espartales Norte > Vía Complutense Centro | Espartales Norte > Vía Complutense Centro | Espartales Norte > Vía Complutense Centro | Espartales Norte > Vía Complutense Centro | Espartales Norte > Vía Complutense Centro | Espartales Norte > Vía Complutense Centro | Espartales Norte > Vía Complutense Centro | Espartales Norte > Vía Complutense Centro | Espartales Norte > Vía Complutense Centro | Espartales Norte > Vía Complutense Centro | Espartales Norte > Vía Complutense Centro | Espartales Norte > Vía Complutense Centro | Espartales Norte > Vía Complutense Centro | Espartales Norte > Vía Complutense Centro | Espartales Norte > Vía Complutense Centro | Espartales Norte > Vía Complutense Centro | Espartales Norte > Vía Complutense Centro | Espartales Norte > Vía Complutense Centro | Espartales Norte > Vía Complutense Centro | Espartales Norte > Vía Complutense Centro | Espartales Norte > Vía Complutense Centro | Espartales Norte > Vía Complutense Centro | Espartales Norte > Vía Complutense Centro |
| 06                                                | 07                                        | 08                                        | 09                                        | 10                                        | 11                                        | 12                                        | 13                                        | 14                                        | 15                                        | 16                                        | 17                                        | 18                                        | 19                                        | 20                                        | 21                                        | 22                                        | 23                                        | 00                                        |                                           |                                           |                                           |                                           | 06                                        | 07                                        | 08                                        | 09                                        | 10                                        | 11                                        | 12                                        | 13                                        | 14                                        | 15                                        | 16                                        | 17                                        | 18                                        | 19                                        | 20                                        | 21                                        | 22                                        | 23                                        |                                           |                                           |                                           |                                           |                                           |
|                                                   | 30                                        | 00 30                                     | 00 30                                     | 00 30                                     | 00 30                                     | 00 30                                     | 00 30                                     | 00 30                                     | 00 30                                     | 00 30                                     | 00 30                                     | 00 30                                     | 00 30                                     | 00 30                                     | 00 30                                     | 00 30                                     | 00                                        | 00                                        |                                           | 30                                        | 00 30                                     | 00 30                                     | 00 30                                     | 00 30                                     | 00 30                                     | 00 30                                     | 00 30                                     | 00 30                                     | 00 30                                     | 00 30                                     | 00 30                                     | 00 30                                     | 00 30                                     | 00 30                                     | 00 30                                     | 00 30                                     |                                           |                                           |                                           |                                           |                                           |                                           |                                           |                                           |                                           |
| Domingos y festivos                               |                                           |                                           |                                           |                                           |                                           |                                           |                                           |                                           |                                           |                                           |                                           |                                           |                                           |                                           |                                           |                                           |                                           |                                           |                                           |                                           |                                           |                                           |                                           |                                           |                                           |                                           |                                           |                                           |                                           |                                           |                                           |                                           |                                           |                                           |                                           |                                           |                                           |                                           |                                           |                                           |                                           |                                           |                                           |                                           |                                           |
| Vía Complutense Centro > Espartales Norte         | Vía Complutense Centro > Espartales Norte | Vía Complutense Centro > Espartales Norte | Vía Complutense Centro > Espartales Norte | Vía Complutense Centro > Espartales Norte | Vía Complutense Centro > Espartales Norte | Vía Complutense Centro > Espartales Norte | Vía Complutense Centro > Espartales Norte | Vía Complutense Centro > Espartales Norte | Vía Complutense Centro > Espartales Norte | Vía Complutense Centro > Espartales Norte | Vía Complutense Centro > Espartales Norte | Vía Complutense Centro > Espartales Norte | Vía Complutense Centro > Espartales Norte | Vía Complutense Centro > Espartales Norte | Vía Complutense Centro > Espartales Norte | Vía Complutense Centro > Espartales Norte | Vía Complutense Centro > Espartales Norte | Vía Complutense Centro > Espartales Norte | Vía Complutense Centro > Espartales Norte | Vía Complutense Centro > Espartales Norte | Vía Complutense Centro > Espartales Norte | Vía Complutense Centro > Espartales Norte | Espartales Norte > Vía Complutense Centro | Espartales Norte > Vía Complutense Centro | Espartales Norte > Vía Complutense Centro | Espartales Norte > Vía Complutense Centro | Espartales Norte > Vía Complutense Centro | Espartales Norte > Vía Complutense Centro | Espartales Norte > Vía Complutense Centro | Espartales Norte > Vía Complutense Centro | Espartales Norte > Vía Complutense Centro | Espartales Norte > Vía Complutense Centro | Espartales Norte > Vía Complutense Centro | Espartales Norte > Vía Complutense Centro | Espartales Norte > Vía Complutense Centro | Espartales Norte > Vía Complutense Centro | Espartales Norte > Vía Complutense Centro | Espartales Norte > Vía Complutense Centro | Espartales Norte > Vía Complutense Centro | Espartales Norte > Vía Complutense Centro | Espartales Norte > Vía Complutense Centro | Espartales Norte > Vía Complutense Centro | Espartales Norte > Vía Complutense Centro | Espartales Norte > Vía Complutense Centro | Espartales Norte > Vía Complutense Centro |
| 06                                                | 07                                        | 08                                        | 09                                        | 10                                        | 11                                        | 12                                        | 13                                        | 14                                        | 15                                        | 16                                        | 17                                        | 18                                        | 19                                        | 20                                        | 21                                        | 22                                        | 23                                        |                                           |                                           |                                           |                                           |                                           | 06                                        | 07                                        | 08                                        | 09                                        | 10                                        | 11                                        | 12                                        | 13                                        | 14                                        | 15                                        | 16                                        | 17                                        | 18                                        | 19                                        | 20                                        | 21                                        | 22                                        | 23                                        |                                           |                                           |                                           |                                           |                                           |
|                                                   | 30                                        | 00 30                                     | 00 30                                     | 00 30                                     | 00 30                                     | 00 30                                     | 00 30                                     | 00 30                                     | 00 30                                     | 00 30                                     | 00 30                                     | 00 30                                     | 00 30                                     | 00 30                                     | 00 30                                     | 00 30                                     | 00                                        |                                           | 30                                        | 00 30                                     | 00 30                                     | 00 30                                     | 00 30                                     | 00 30                                     | 00 30                                     | 00 30                                     | 00 30                                     | 00 30                                     | 00 30                                     | 00 30                                     | 00 30                                     | 00 30                                     | 00 30                                     | 00 30                                     | 00                                        |                                           |                                           |                                           |                                           |                                           |                                           |                                           |                                           |                                           |                                           |

### 1 - 31 agosto
| Lunes a viernes laborables                        |                                           |                                           |                                           |                                           |                                           |                                           |                                           |                                           |                                           |                                           |                                           |                                           |                                           |                                           |                                           |                                           |                                           |                                           |                                           |                                           |                                           |                                           |                                           |                                           |                                           |                                           |                                           |                                           |                                           |                                           |                                           |                                           |                                           |                                           |                                           |                                           |                                           |                                           |                                           |                                           |                                           |                                           |                                           |                                           |                                           |
| Vía Complutense Centro > Espartales Norte         | Vía Complutense Centro > Espartales Norte | Vía Complutense Centro > Espartales Norte | Vía Complutense Centro > Espartales Norte | Vía Complutense Centro > Espartales Norte | Vía Complutense Centro > Espartales Norte | Vía Complutense Centro > Espartales Norte | Vía Complutense Centro > Espartales Norte | Vía Complutense Centro > Espartales Norte | Vía Complutense Centro > Espartales Norte | Vía Complutense Centro > Espartales Norte | Vía Complutense Centro > Espartales Norte | Vía Complutense Centro > Espartales Norte | Vía Complutense Centro > Espartales Norte | Vía Complutense Centro > Espartales Norte | Vía Complutense Centro > Espartales Norte | Vía Complutense Centro > Espartales Norte | Vía Complutense Centro > Espartales Norte | Vía Complutense Centro > Espartales Norte | Vía Complutense Centro > Espartales Norte | Vía Complutense Centro > Espartales Norte | Vía Complutense Centro > Espartales Norte | Vía Complutense Centro > Espartales Norte | Espartales Norte > Vía Complutense Centro | Espartales Norte > Vía Complutense Centro | Espartales Norte > Vía Complutense Centro | Espartales Norte > Vía Complutense Centro | Espartales Norte > Vía Complutense Centro | Espartales Norte > Vía Complutense Centro | Espartales Norte > Vía Complutense Centro | Espartales Norte > Vía Complutense Centro | Espartales Norte > Vía Complutense Centro | Espartales Norte > Vía Complutense Centro | Espartales Norte > Vía Complutense Centro | Espartales Norte > Vía Complutense Centro | Espartales Norte > Vía Complutense Centro | Espartales Norte > Vía Complutense Centro | Espartales Norte > Vía Complutense Centro | Espartales Norte > Vía Complutense Centro | Espartales Norte > Vía Complutense Centro | Espartales Norte > Vía Complutense Centro | Espartales Norte > Vía Complutense Centro | Espartales Norte > Vía Complutense Centro | Espartales Norte > Vía Complutense Centro | Espartales Norte > Vía Complutense Centro | Espartales Norte > Vía Complutense Centro |
| 06                                                | 07                                        | 08                                        | 09                                        | 10                                        | 11                                        | 12                                        | 13                                        | 14                                        | 15                                        | 16                                        | 17                                        | 18                                        | 19                                        | 20                                        | 21                                        | 22                                        | 23                                        | 00                                        |                                           |                                           |                                           |                                           | 06                                        | 07                                        | 08                                        | 09                                        | 10                                        | 11                                        | 12                                        | 13                                        | 14                                        | 15                                        | 16                                        | 17                                        | 18                                        | 19                                        | 20                                        | 21                                        | 22                                        | 23                                        | 00                                        |                                           |                                           |                                           |                                           |
| 30                                                | 00 30                                     | 00 30                                     | 00 30                                     | 00 30                                     | 00 30                                     | 00 30                                     | 00 30                                     | 00 30                                     | 00 30                                     | 00 30                                     | 00 30                                     | 00 30                                     | 00 30                                     | 00 30                                     | 00 30                                     | 00 30                                     | 00 30                                     | 00                                        | 30                                        | 00 30                                     | 00 30                                     | 00 30                                     | 00 30                                     | 00 30                                     | 00 30                                     | 00 30                                     | 00 30                                     | 00 30                                     | 00 30                                     | 00 30                                     | 00 30                                     | 00 30                                     | 00 30                                     | 00 30                                     | 00 30                                     | 00 30                                     | 00                                        |                                           |                                           |                                           |                                           |                                           |                                           |                                           |                                           |
| Noches de viernes, sábados y vísperas de festivos |                                           |                                           |                                           |                                           |                                           |                                           |                                           |                                           |                                           |                                           |                                           |                                           |                                           |                                           |                                           |                                           |                                           |                                           |                                           |                                           |                                           |                                           |                                           |                                           |                                           |                                           |                                           |                                           |                                           |                                           |                                           |                                           |                                           |                                           |                                           |                                           |                                           |                                           |                                           |                                           |                                           |                                           |                                           |                                           |                                           |
| Ronda Fiscal > Espartales Norte                   | Ronda Fiscal > Espartales Norte           | Ronda Fiscal > Espartales Norte           | Ronda Fiscal > Espartales Norte           | Ronda Fiscal > Espartales Norte           | Ronda Fiscal > Espartales Norte           | Ronda Fiscal > Espartales Norte           | Ronda Fiscal > Espartales Norte           | Ronda Fiscal > Espartales Norte           | Ronda Fiscal > Espartales Norte           | Ronda Fiscal > Espartales Norte           | Ronda Fiscal > Espartales Norte           | Ronda Fiscal > Espartales Norte           | Ronda Fiscal > Espartales Norte           | Ronda Fiscal > Espartales Norte           | Ronda Fiscal > Espartales Norte           | Ronda Fiscal > Espartales Norte           | Ronda Fiscal > Espartales Norte           | Ronda Fiscal > Espartales Norte           | Ronda Fiscal > Espartales Norte           | Ronda Fiscal > Espartales Norte           | Ronda Fiscal > Espartales Norte           | Ronda Fiscal > Espartales Norte           | Espartales Norte > Ronda Fiscal           | Espartales Norte > Ronda Fiscal           | Espartales Norte > Ronda Fiscal           | Espartales Norte > Ronda Fiscal           | Espartales Norte > Ronda Fiscal           | Espartales Norte > Ronda Fiscal           | Espartales Norte > Ronda Fiscal           | Espartales Norte > Ronda Fiscal           | Espartales Norte > Ronda Fiscal           | Espartales Norte > Ronda Fiscal           | Espartales Norte > Ronda Fiscal           | Espartales Norte > Ronda Fiscal           | Espartales Norte > Ronda Fiscal           | Espartales Norte > Ronda Fiscal           | Espartales Norte > Ronda Fiscal           | Espartales Norte > Ronda Fiscal           | Espartales Norte > Ronda Fiscal           | Espartales Norte > Ronda Fiscal           | Espartales Norte > Ronda Fiscal           | Espartales Norte > Ronda Fiscal           | Espartales Norte > Ronda Fiscal           | Espartales Norte > Ronda Fiscal           | Espartales Norte > Ronda Fiscal           |
|                                                   |                                           |                                           |                                           |                                           |                                           |                                           |                                           |                                           |                                           |                                           |                                           |                                           |                                           |                                           |                                           |                                           |                                           |                                           | 01                                        | 02                                        | 03                                        | 04                                        |                                           |                                           |                                           |                                           |                                           |                                           |                                           |                                           |                                           |                                           |                                           |                                           |                                           |                                           |                                           |                                           |                                           |                                           | 00                                        | 01                                        | 02                                        | 03                                        | 04                                        |
| 00                                                | 00                                        | 00                                        | 00                                        | 30                                        | 30                                        | 30                                        | 30                                        | 30                                        |                                           |                                           |                                           |                                           |                                           |                                           |                                           |                                           |                                           |                                           |                                           |                                           |                                           |                                           |                                           |                                           |                                           |                                           |                                           |                                           |                                           |                                           |                                           |                                           |                                           |                                           |                                           |                                           |                                           |                                           |                                           |                                           |                                           |                                           |                                           |                                           |                                           |
| Sábados laborables                                |                                           |                                           |                                           |                                           |                                           |                                           |                                           |                                           |                                           |                                           |                                           |                                           |                                           |                                           |                                           |                                           |                                           |                                           |                                           |                                           |                                           |                                           |                                           |                                           |                                           |                                           |                                           |                                           |                                           |                                           |                                           |                                           |                                           |                                           |                                           |                                           |                                           |                                           |                                           |                                           |                                           |                                           |                                           |                                           |                                           |
| Vía Complutense Centro > Espartales Norte         | Vía Complutense Centro > Espartales Norte | Vía Complutense Centro > Espartales Norte | Vía Complutense Centro > Espartales Norte | Vía Complutense Centro > Espartales Norte | Vía Complutense Centro > Espartales Norte | Vía Complutense Centro > Espartales Norte | Vía Complutense Centro > Espartales Norte | Vía Complutense Centro > Espartales Norte | Vía Complutense Centro > Espartales Norte | Vía Complutense Centro > Espartales Norte | Vía Complutense Centro > Espartales Norte | Vía Complutense Centro > Espartales Norte | Vía Complutense Centro > Espartales Norte | Vía Complutense Centro > Espartales Norte | Vía Complutense Centro > Espartales Norte | Vía Complutense Centro > Espartales Norte | Vía Complutense Centro > Espartales Norte | Vía Complutense Centro > Espartales Norte | Vía Complutense Centro > Espartales Norte | Vía Complutense Centro > Espartales Norte | Vía Complutense Centro > Espartales Norte | Vía Complutense Centro > Espartales Norte | Espartales Norte > Vía Complutense Centro | Espartales Norte > Vía Complutense Centro | Espartales Norte > Vía Complutense Centro | Espartales Norte > Vía Complutense Centro | Espartales Norte > Vía Complutense Centro | Espartales Norte > Vía Complutense Centro | Espartales Norte > Vía Complutense Centro | Espartales Norte > Vía Complutense Centro | Espartales Norte > Vía Complutense Centro | Espartales Norte > Vía Complutense Centro | Espartales Norte > Vía Complutense Centro | Espartales Norte > Vía Complutense Centro | Espartales Norte > Vía Complutense Centro | Espartales Norte > Vía Complutense Centro | Espartales Norte > Vía Complutense Centro | Espartales Norte > Vía Complutense Centro | Espartales Norte > Vía Complutense Centro | Espartales Norte > Vía Complutense Centro | Espartales Norte > Vía Complutense Centro | Espartales Norte > Vía Complutense Centro | Espartales Norte > Vía Complutense Centro | Espartales Norte > Vía Complutense Centro | Espartales Norte > Vía Complutense Centro |
| 06                                                | 07                                        | 08                                        | 09                                        | 10                                        | 11                                        | 12                                        | 13                                        | 14                                        | 15                                        | 16                                        | 17                                        | 18                                        | 19                                        | 20                                        | 21                                        | 22                                        | 23                                        | 00                                        |                                           |                                           |                                           |                                           | 06                                        | 07                                        | 08                                        | 09                                        | 10                                        | 11                                        | 12                                        | 13                                        | 14                                        | 15                                        | 16                                        | 17                                        | 18                                        | 19                                        | 20                                        | 21                                        | 22                                        | 23                                        |                                           |                                           |                                           |                                           |                                           |
|                                                   | 30                                        | 00 30                                     | 00 30                                     | 00 30                                     | 00 30                                     | 00 30                                     | 00 30                                     | 00 30                                     | 00 30                                     | 00 30                                     | 00 30                                     | 00 30                                     | 00 30                                     | 00 30                                     | 00 30                                     | 00 30                                     | 00                                        | 00                                        |                                           | 30                                        | 00 30                                     | 00 30                                     | 00 30                                     | 00 30                                     | 00 30                                     | 00 30                                     | 00 30                                     | 00 30                                     | 00 30                                     | 00 30                                     | 00 30                                     | 00 30                                     | 00 30                                     | 00 30                                     | 00 30                                     | 00 30                                     |                                           |                                           |                                           |                                           |                                           |                                           |                                           |                                           |                                           |
| Domingos y festivos                               |                                           |                                           |                                           |                                           |                                           |                                           |                                           |                                           |                                           |                                           |                                           |                                           |                                           |                                           |                                           |                                           |                                           |                                           |                                           |                                           |                                           |                                           |                                           |                                           |                                           |                                           |                                           |                                           |                                           |                                           |                                           |                                           |                                           |                                           |                                           |                                           |                                           |                                           |                                           |                                           |                                           |                                           |                                           |                                           |                                           |
| Vía Complutense Centro > Espartales Norte         | Vía Complutense Centro > Espartales Norte | Vía Complutense Centro > Espartales Norte | Vía Complutense Centro > Espartales Norte | Vía Complutense Centro > Espartales Norte | Vía Complutense Centro > Espartales Norte | Vía Complutense Centro > Espartales Norte | Vía Complutense Centro > Espartales Norte | Vía Complutense Centro > Espartales Norte | Vía Complutense Centro > Espartales Norte | Vía Complutense Centro > Espartales Norte | Vía Complutense Centro > Espartales Norte | Vía Complutense Centro > Espartales Norte | Vía Complutense Centro > Espartales Norte | Vía Complutense Centro > Espartales Norte | Vía Complutense Centro > Espartales Norte | Vía Complutense Centro > Espartales Norte | Vía Complutense Centro > Espartales Norte | Vía Complutense Centro > Espartales Norte | Vía Complutense Centro > Espartales Norte | Vía Complutense Centro > Espartales Norte | Vía Complutense Centro > Espartales Norte | Vía Complutense Centro > Espartales Norte | Espartales Norte > Vía Complutense Centro | Espartales Norte > Vía Complutense Centro | Espartales Norte > Vía Complutense Centro | Espartales Norte > Vía Complutense Centro | Espartales Norte > Vía Complutense Centro | Espartales Norte > Vía Complutense Centro | Espartales Norte > Vía Complutense Centro | Espartales Norte > Vía Complutense Centro | Espartales Norte > Vía Complutense Centro | Espartales Norte > Vía Complutense Centro | Espartales Norte > Vía Complutense Centro | Espartales Norte > Vía Complutense Centro | Espartales Norte > Vía Complutense Centro | Espartales Norte > Vía Complutense Centro | Espartales Norte > Vía Complutense Centro | Espartales Norte > Vía Complutense Centro | Espartales Norte > Vía Complutense Centro | Espartales Norte > Vía Complutense Centro | Espartales Norte > Vía Complutense Centro | Espartales Norte > Vía Complutense Centro | Espartales Norte > Vía Complutense Centro | Espartales Norte > Vía Complutense Centro | Espartales Norte > Vía Complutense Centro |
| 06                                                | 07                                        | 08                                        | 09                                        | 10                                        | 11                                        | 12                                        | 13                                        | 14                                        | 15                                        | 16                                        | 17                                        | 18                                        | 19                                        | 20                                        | 21                                        | 22                                        | 23                                        |                                           |                                           |                                           |                                           |                                           | 06                                        | 07                                        | 08                                        | 09                                        | 10                                        | 11                                        | 12                                        | 13                                        | 14                                        | 15                                        | 16                                        | 17                                        | 18                                        | 19                                        | 20                                        | 21                                        | 22                                        | 23                                        |                                           |                                           |                                           |                                           |                                           |
|                                                   | 30                                        | 00 30                                     | 00 30                                     | 00 30                                     | 00 30                                     | 00 30                                     | 00 30                                     | 00 30                                     | 00 30                                     | 00 30                                     | 00 30                                     | 00 30                                     | 00 30                                     | 00 30                                     | 00 30                                     | 00 30                                     | 00                                        |                                           | 30                                        | 00 30                                     | 00 30                                     | 00 30                                     | 00 30                                     | 00 30                                     | 00 30                                     | 00 30                                     | 00 30                                     | 00 30                                     | 00 30                                     | 00 30                                     | 00 30                                     | 00 30                                     | 00 30                                     | 00 30                                     | 00                                        |                                           |                                           |                                           |                                           |                                           |                                           |                                           |                                           |                                           |                                           |

## Recorrido y paradas

### Sentido Espartales Norte
| Código                                                          | Zona | Localidad         | Denominación                                                             | Ubicación                                   | Líneas de la parada  | Cercanías         |
| --------------------------------------------------------------- | ---- | ----------------- | ------------------------------------------------------------------------ | ------------------------------------------- | -------------------- | ----------------- |
| Paradas de las expediciones diurnas (inicio en Vía Complutense) |      |                   |                                                                          |                                             |                      |                   |
| 12250                                                           |      | Alcalá de Henares | Vía Complutense - Colegio                                                | Vía Complutense S/Nº                        | 2 5 10 11 223 824    |                   |
| 09454                                                           |      | Alcalá de Henares | Vía Complutense - Plaza de Atilano Casado                                | Vía Complutense Nº32                        | 2 5 10 11            |                   |
| 12243                                                           |      | Alcalá de Henares | Vía Complutense - Calle de Brihuega                                      | Vía Complutense Nº40                        | 222 824 N202 10 11   |                   |
| 07041                                                           |      | Alcalá de Henares | Avenida de la Caballería Española - Arias Montano                        | Avenida de la Caballería Española Nº12      | 3 5 6 7 10           |                   |
| Paradas de las expediciones nocturnas (inicio en Ronda Fiscal)  |      |                   |                                                                          |                                             |                      |                   |
| 06967                                                           |      | Alcalá de Henares | Calle Ronda Fiscal - Paseo de Las Moreras                                | Calle Ronda Fiscal Nº2                      | 229 231 232 1B 7 10  |                   |
| 20401                                                           |      | Alcalá de Henares | Paseo de Aguadores - Recinto Ferial                                      | Paseo de Aguadores S/Nº                     | 10                   |                   |
| 11935                                                           |      | Alcalá de Henares | Plaza Puerta de Mártires - Calle Teniente Ruiz                           | Calle Teniente Ruiz Nº1                     | 6 7 10               |                   |
| 07023                                                           |      | Alcalá de Henares | Calle de Sebastián de La Plaza - Eras de San Isidro                      | Calle de Sebastián de La Plaza Nº2          | 2 5 8 10             |                   |
| 07022                                                           |      | Alcalá de Henares | Paseo de la Estación - Calle Zuloaga                                     | Paseo de la Estación Nº10                   | 231 232 271 2 5 8 10 | Alcalá de Henares |
| Paradas del itinerario común                                    |      |                   |                                                                          |                                             |                      |                   |
| 12244                                                           |      | Alcalá de Henares | Calle de Isabel de Guzmán - Calle de Ferraz                              | Calle de Isabel de Guzmán S/Nº              | 3 9 10               | Alcalá de Henares |
| 12246                                                           |      | Alcalá de Henares | Avenida de la Alcarria - Calle de Belvis del Jarama                      | Avenida de la Alcarria Nº12                 | 9 10                 |                   |
| 12247                                                           |      | Alcalá de Henares | Avenida de la Alcarria - Plaza de la Paz                                 | Avenida de la Alcarria S/Nº                 | 9 10                 |                   |
| 20559                                                           |      | Alcalá de Henares | Calle de José María de Pereda - Avenida de los Jesuitas                  | Calle de José María de Pereda Nº6           | 10                   |                   |
| 13191                                                           |      | Alcalá de Henares | Calle de José María de Pereda - Plaza de Carlos Arniches                 | Calle de José María de Pereda Nº26          | 227 10               |                   |
| 12256                                                           |      | Alcalá de Henares | Calle de José María de Pereda - Plaza de José de Espronceda              | Calle de José María de Pereda Nº36          | 10                   |                   |
| 12258                                                           |      | Alcalá de Henares | Avenida de Benito Pérez Galdós - Calle de Pío Baroja                     | Avenida de Benito Pérez Galdós Nº3          | 227 255 1A 10        |                   |
| 20537                                                           |      | Alcalá de Henares | Avenida de Benito Pérez Galdós - Calle de José Martínez Ruiz Azorín      | Avenida de Benito Pérez Galdós Nº2          | 255 1A 3 10          |                   |
| 12357                                                           |      | Alcalá de Henares | Avenida de Benito Pérez Galdós - Calle Leopoldo Alas, Clarín             | Avenida de Benito Pérez Galdós Nº15         | 227 255 1A 3 10      |                   |
| 20529                                                           |      | Alcalá de Henares | Avenida de las Víctimas del Terrorismo - Calle de Sancho Garcés El Mayor | Avenida de las Víctimas del Terrorismo Nº13 | 1A 10                |                   |
| 20531                                                           |      | Alcalá de Henares | Avenida de las Víctimas del Terrorismo - Avenida de Alfonso VI           | Avenida de las Víctimas del Terrorismo Nº7  | 1A 10                |                   |
| 20533                                                           |      | Alcalá de Henares | Avenida de las Víctimas del Terrorismo - Calle de Sancho III             | Avenida de las Víctimas del Terrorismo Nº1  | 1A 10                |                   |
| 20562                                                           |      | Alcalá de Henares | Avenida de los Jesuitas - Residencia de Mayores                          | Calle de Alfonso VII S/Nº                   | 3 7 10               |                   |

### Sentido Vía Complutense Centro
| Código                                                               | Zona | Localidad         | Denominación                                                             | Ubicación                                   | Líneas de la parada | Cercanías         |
| -------------------------------------------------------------------- | ---- | ----------------- | ------------------------------------------------------------------------ | ------------------------------------------- | ------------------- | ----------------- |
| 12896                                                                |      | Alcalá de Henares | Avenida de los Jesuitas - Residencia de Mayores                          | Calle de Alfonso VII S/Nº                   | 3 7 10              |                   |
| 20532                                                                |      | Alcalá de Henares | Avenida de las Víctimas del Terrorismo - Calle de Alfonso VII            | Avenida de las Víctimas del Terrorismo Nº2  | 1B 10               |                   |
| 20530                                                                |      | Alcalá de Henares | Avenida de las Víctimas del Terrorismo - Avenida de Alfonso VI           | Avenida de las Víctimas del Terrorismo Nº8  | 1B 10               |                   |
| 20528                                                                |      | Alcalá de Henares | Avenida de las Víctimas del Terrorismo - Calle de Sancho Garcés El Mayor | Avenida de las Víctimas del Terrorismo Nº14 | 1B 10               |                   |
| 12260                                                                |      | Alcalá de Henares | Avenida de Benito Pérez Galdós - Calle Leopoldo Alas, Clarín             | Avenida de Benito Pérez Galdós Nº15         | 227 255 1B 10       |                   |
| 20536                                                                |      | Alcalá de Henares | Avenida de Benito Pérez Galdós - Calle de Rosalía de Castro              | Avenida de Benito Pérez Galdós Nº7          | 255 1B 10           |                   |
| 12259                                                                |      | Alcalá de Henares | Avenida de Benito Pérez Galdós - Plaza de Alfonso XII                    | Avenida de Benito Pérez Galdós Nº3          | 227 255 1B 3 10     |                   |
| 12257                                                                |      | Alcalá de Henares | Calle de José María de Pereda - Plaza de José de Espronceda              | Calle de José María de Pereda Nº51          | 10                  |                   |
| 13192                                                                |      | Alcalá de Henares | Calle de José María de Pereda - Plaza de Carlos Arniches                 | Calle de José María de Pereda Nº31          | 227 10              |                   |
| 20560                                                                |      | Alcalá de Henares | Calle de José María de Pereda - Avenida de los Jesuitas                  | Calle de José María de Pereda Nº5           | 10                  |                   |
| 11576                                                                |      | Alcalá de Henares | Avenida de la Alcarria - Calle de Belvis del Jarama                      | Avenida de la Alcarria Nº13                 | 8 9 10              |                   |
| Paradas de las expediciones diurnas (destino Vía Complutense Centro) |      |                   |                                                                          |                                             |                     |                   |
| 15040                                                                |      | Alcalá de Henares | Calle de Goya - Calle de Ferraz                                          | Calle de Goya Nº11                          | 10                  | Alcalá de Henares |
| 07044                                                                |      | Alcalá de Henares | Calle de Ferraz - Calle de Velázquez                                     | Calle de Ferraz Nº14                        | 2 5 7 10            |                   |
| 07040                                                                |      | Alcalá de Henares | Avenida de la Caballería Española - Arias Montano                        | Avenida de la Caballería Española Nº11      | 3 5 7 10            |                   |
| 12242                                                                |      | Alcalá de Henares | Vía Complutense - Calle de Brihuega                                      | Vía Complutense Nº47                        | 222 824 10 11       |                   |
| 09463                                                                |      | Alcalá de Henares | Vía Complutense - Plaza de Atilano Casado                                | Vía Complutense Nº35                        | 2 5 10 11           |                   |
| 20400                                                                |      | Alcalá de Henares | Vía Complutense - Calle de San Félix de Alcalá                           | Vía Complutense Nº21                        | 2 5 10 11           |                   |
| Paradas de las expediciones nocturnas (destino Ronda Fiscal)         |      |                   |                                                                          |                                             |                     |                   |
| 12245                                                                |      | Alcalá de Henares | Calle Marcos Martínez - Paseo de la Estación                             | Calle Marcos Martínez Nº2                   | 231 271 2 5 10      | Alcalá de Henares |
| 07024                                                                |      | Alcalá de Henares | Calle de Sebastián de La Plaza - Eras de San Isidro                      | Calle de Sebastián de La Plaza Nº1          | 8 10                |                   |
| 20397                                                                |      | Alcalá de Henares | Plaza Puerta de Mártires - Calle Azucena                                 | Calle Azucena Nº1                           | 6 7 10              |                   |
| 11934                                                                |      | Alcalá de Henares | Calle Azucena - Calle de Giner de los Ríos                               | Calle Azucena Nº6                           | 6 7 10              |                   |
| 20402                                                                |      | Alcalá de Henares | Paseo de Aguadores - Recinto Ferial                                      | Paseo de Aguadores Nº1                      | 1A 6 7 10           |                   |
| 09461                                                                |      | Alcalá de Henares | Calle Ronda Henares - Calle Gran Canal                                   | Calle Ronda Fiscal S/Nº                     | 1A 7 10             |                   |
| 06968                                                                |      | Alcalá de Henares | Calle Ronda Fiscal - Paseo de Las Moreras                                | Calle Ronda Fiscal Nº2                      | 229 231 232 1A 7 10 |                   |